# نیتینگ
نیتینگ (به فرانسوی: Nitting) یک کمون در فرانسه است که در Canton of Lorquin واقع شده‌است.

## خصوصیات
نیتینگ ۸٫۸۶ کیلومترمربع مساحت و ۵۱۸ نفر جمعیت دارد و ۲۸۰ متر بالاتر از سطح دریا واقع شده‌است.